# Praetorians
 (mars 2017).
Si vous disposez d'ouvrages ou d'articles de référence ou si vous connaissez des sites web de qualité traitant du thème abordé ici, merci de compléter l'article en donnant les références utiles à sa vérifiabilité et en les liant à la section « Notes et références ».
Praetorians est un jeu vidéo de stratégie en temps réel (STR) se déroulant dans la Rome antique. Il a été développé par Pyro Studios, auteurs de la série Commandos. La version PC fonctionnant sous Windows est publiée par Eidos Interactive en février 2003. Ce jeu, qui se propose de nous faire revivre les grandes batailles de l'Antiquité, tranche complètement avec ce que les développeurs de Pyro Studios faisaient jusque-là. Cela avait notamment pour but de donner un nouvel élan au studio de développement en évitant de se laisser enfermer dans une seule franchise à savoir Commandos, qui est encore aujourd'hui considérée comme une bonne franchise. Ce jeu s'inscrit dans la longue lignée des STR qui avait débuté dans les années 1990 avec notamment Warcraft: Orcs and Humans, développé par Blizzard Entertainment. Toutefois, Praetorians n'aura pas le succès escompté, en effet les ventes ne décollent pas notamment du fait de la sortie quelques mois plus tôt en octobre 2002 de Age of Mythology développé par Ensemble Studios. Ce dernier surfant sur le succès de Age of Empires et du désormais très célèbre Age of Empires II: The Age of Kings, véritable canon du genre, emporte la majorité des critiques ce qui éclipse Praetorians du devant de la scène. Face à cet échec, le projet d'une suite est abandonné.
Face à ses concurrents, Praetorians, bien que disposant d'une jouabilité et de graphismes satisfaisants, souffre d'une IA imprévisible et d'une gestion des ressources inexistante. Aux commandes des armées romaines, le joueur doit réaliser différents objectifs au cours de missions qui privilégient le réalisme aux éléments surnaturels d'un Age Of Mythology. Cette relative banalité des mécaniques de jeu ne permettent pas à cette franchise de se démarquer du flot de STR sortis à l'époque. La sortie en juillet 2003 de Warcraft III: The Frozen Throne, extension du célèbre Warcraft III: Reign of Chaos développé par Blizzard Entertainment, finira de faire tomber la licence aux oubliettes. Pyro Studios ne se remit jamais vraiment de cet échec commercial et développera encore quelques jeux jusqu'en 2005 pour finir par se consacrer uniquement sur les jeux mobiles.

## Univers et mécaniques de jeu
Le jeu en mode campagne débute en 58 av. J.-C., il est basé sur les campagnes de Jules César en Gaule et en Britanie mais également sur les batailles de Crassus en Parthie et durant la Guerre Civile. On suit les péripéties de l'armée romaine commandées par Titus Labienus au cœur d'un monde hostile pour tenter d'étendre l'influence de Rome.
À la différence de ces prédécesseurs, Praetorians n'offre pas la possibilité de contrôler individuellement chacune de ses unités. Le joueur contrôle des troupes d'une trentaine d'hommes qui peuvent adopter différentes positions de combat spécifiques de l'unité sélectionnée et de la faction.

## Mode de jeu

### Campagne
Le principal mode jeu est le mode campagne, où au début les Romains sont opposés aux Barbares, puis quelquefois aux Égyptiens. Dans la seconde moitié de la campagne, les Romains jouent principalement contre les Romains, car il s'agit de la guerre civile entre Jules César et Pompée le Grand. Le mode campagne comprend trois niveaux de difficulté, et vingt-quatre missions au total (dont quatre missions pour le tutoriel). Avant chaque mission, une vidéo se lance pour expliquer les principaux objectifs de la mission. La campagne fait d'ailleurs beaucoup de référence historique à la vie de Titus Labienus, Quintus Tullius Cicéron ou encore Caius Crastinus, qui sont tous les trois des lieutenants de Jules César.

#### Missions
Tutoriel: I, II, III, IV
5: La traversée de l'Arar
6: Escorte vers Bibracte
7: Défense de la Gaule
8: Division et conquête
9: Une frontière de mille ans
10: Terre perdue dans la brume
11: Cupidité
12: Redoutez les aigles
13: Traîtrise
14: Débâcle
15: Celui qui osa…
16: Havre perdu
17: Guerre de la faim
18: Alea jacta est
19: Guerre dans les montagnes
20: Que la chasse commence
21: La fin de la République
22: La bataille d'Alexandrie
23: Amis et alliés
24: Le dernier combat

### Escarmouche
Le mode escarmouche permet de lutter avec les trois civilisations que l'on peut choisir parmi les Romains, les Barbares et les Égyptiens (version sans mod) avec jusqu'à sept joueurs contrôlés par l'IA.

### Multijoueur
En mode multijoueur, avec l'IP ou GameSpy Arcade, on peut jouer jusqu'à 8 joueurs humains ou IA dans différentes cartes qui permettent aux joueurs d'utiliser plusieurs stratégies pour vaincre ses adversaires. On peut également y jouer en équipe, ce qui change les stratégies à adopter pour gagner la partie.

## Civilisations

### Les Romains
La période couverte par Praetorians débute en 58 av. J.-C. au moment au Jules César a formé une alliance avec Marcus Crassus, le proconsul romain le plus riche et Pompée, appelé le Grand, le plus célèbre général de Rome. Cette alliance est connue sous le nom de Premier Triumvirat. Leur but est de gouverner l'ensemble du monde connu et au-delà.
La légion romaine avait deux fonctions principales - la première était d'être une "machine à tuer" de précision et la seconde était de construire des ponts, des routes, des fortifications et des armes de sièges - généralement sous le feu ennemi. L'armée romaine était régie par un manuel militaire et un code émis par le Sénat en 102 av. J.-C. : ainsi il était énoncé que lors d'une halte de nuit, il fallait construire un camp fortifié pour une légion et une enceinte fortifiée pour une cohorte ou une centurie lorsque ces dernières se déplaçaient indépendamment. Sur le champ de bataille, la légion devait former 3 lignes, avec sa cavalerie sur chaque flanc et dès que possible, elle devait se positionner en hauteur pour obtenir les avantages d'une meilleure vue sur la bataille, et de l'élan pour charger.
Les tactiques de combat étaient elles aussi très codifiées. Les légionnaires, protégés par un casque et un épais bouclier, devaient attendre que l'ennemi soit à environ 20 m de la ligne de front. À ce moment-là, l'ordre leur était donné de lancer le premier javelot appelé pilum, puis une fois l'ennemi surpris par ce déluge de bois et de fer, ils devaient jeter leur second javelot. L'ordre d'avancer leur était ensuite donner avant de ne pas avoir à encaisser l'attaque dans une position statique qui était plus désavantageuse. Au moment du combat, le légionnaire cognait l'ennemi avec son bouclier et tentait de le poignarder avec son épée courte appelée gladius puis il retirait l'épée et recommençait cet enchaînement en continuant d'avancer. Les légionnaires ont été entraîner à viser sous le bras de l'adversaire, à cet endroit une blessure de quelques centimètres suffit pour tuer ou blesser sérieusement l'adversaire. Après une dizaine de minutes, la 2de ligne prend le relais après avoir lancé ses javelots et permet à la 1re ligne de se retirer pour se reposer, panser les plaies des blessés et être réapprovisionnée en javelots. La discipline de fer et l'organisation très hiérarchisée de l'armée romaine ont permis de rendre ce mouvement de remplacement possible et cela à conférer aux Romains un énorme avantage sur leurs ennemis. Cela permet notamment d'expliquer pourquoi des forces romaines souvent en sous-nombre mais très bien dirigées ont pu constamment maintenir en échec des armées beaucoup plus nombreuses.
Même lors d'intenses batailles, les victimes d'une armée victorieuse dans l'Antiquité étaient généralement plutôt légères, tandis que les pertes des vaincus étaient souvent catastrophiques. Cela est particulièrement vrai lors des batailles romaines. Jules César a ainsi engagé une réforme qui obligeait chaque légion à être munie de 30 balistes et catapultes qui permettaient d'infliger d'importants dégâts à l'armée adverse, avant, pendant et après une bataille. Les Romains n'étaient pas très vulnérables face à la cavalerie, en raison notamment de leurs techniques de défense très élaborées : un jet de pilums effectuée par une cohorte suffisait à tuer suffisamment de chevaux pour briser une charge. La cavalerie ennemie n'a réussi qu’occasionnellement à percer les flancs romains: cela s'est produit à Pharsale en 48 av. J.-C., César a été attaqué sur son flanc droit et a répondu avec 6 cohortes armées de piques et de lances de siège qui ont fait des ravages dans les rangs ennemis.
Les armées romaines de la période couverte par Praetorians étaient en plein bouleversement. Moins de 50 ans plus tôt, Gaius Marius, 7 fois Consul de Rome avait changé la composition de la légion en passant d'une formation en damier des centuries utilisant 4 types distincts d'infanterie à un légionnaire unique capable d'exécuter toutes les missions. Toutefois, ces légionnaires étaient encore organisés au sein de centuries de 80 hommes sous le commandement d'un centurion et de son adjoint. Chaque centurie avait son propre étendard, qui avait un rôle très important pour identifier rapidement ces forces sur le champ de bataille. Une légion était formée de 10 cohortes et une cohorte était composée de 6 centuries. La seule exception à cette règle était la 1re cohorte, qui était formée de centuries contenant 160 hommes : elle formait la garde prétorienne qui protégeait le commandant de la légion appelé le légat. Une armée était composée de plusieurs légions : Jules César en avait 8 pour sa conquête de la Gaule et il a dû en constituer 6 à partir de rien.
À l'origine, Rome utilisait des armées alliées pour combattre aux côtés de ses légionnaires mais après la conquête totale de l'Italie, la pratique la plus courante était de recruter des cohortes de troupes auxiliaires qui combattaient aux côtés des légionnaires romains et formaient notamment les unités spécialisées telles que les archers ou encore les frondeurs. Les centurions qui commandaient ces cohortes avaient un salaire supérieur et le titre de "préfet". Le centurion était au cœur du fonctionnement de la légion romaine. Chaque légion avait 59 centurions, les 5 centurions de la 1re cohorte étaient les plus aguerris et le centurion de la 1re centurie de la 1re cohorte appelé primus pilus était l'équivalent d'un sergent-major moderne. Le commandement de la légion était confié à un légat nommé par le Sénat, ce dernier était secondé par 6 tribuns. L'adjoint du légat appelé praefectus castrorum était le centurion le plus gradé. On peut donc voir que tout le contrôle tactique de la légion repose sur l'ordre hiérarchique établi entre les centurions et ceux-ci ont contribué à faire de l'armée romaine la machine de guerre impitoyable craint par tous.

### Les Barbares
Les principaux ennemis de Rome durant la période couverte par Praetorians étaient les Celtes et les Germains en Gaule ainsi que les armées d'Égypte et celles de l'Est, de Ponthus et de Parthes. Les Gaulois avaient une aristocratie de guerriers et accordaient une grande importance sur le nombre de têtes qu'un guerrier ramenait du combat. Ils avaient des guerriers, des hacheurs et une très bonne cavalerie. Ils faisaient preuve d'une grande habileté pour harasser leurs ennemis en frappant à l'improviste et très rapidement des unités isolées.
Leur bravoure était légendaire et ils suivaient leur chefs de guerres ou nobles pour leur prouver leur fidélité dans toutes les batailles. Comme les Samouraï, la lâcheté était une honte terrible dans leur société. Malheureusement, leur seule faiblesse était leur manque cruel d'organisation et de discipline. Chaque noble se considère comme le chef de l'armée et les attaques sont menées sans aucune formation spécifique, les guerriers chargent en groupe. Les guerriers cherchent le combat individuel face aux légionnaires. Bien sûr les Romains ne répondent pas aux mêmes stratégies et maintiennent une formation organisée. Malgré la vigueur des Barbares, ils ne parvenaient pas à créer des brèches dans les remparts de boucliers des Romains et n'avaient aucune défense face aux gladius. Les longues épées des Celtes et des Germains exigeaient des mouvements amples qui exposaient le combattant aux petits coups rapides donnés par les légionnaires. La cavalerie gauloise était excellente et a en effet été prisée par Jules César pour servir d'unités auxiliaires, mais elle n'avait que peu d'impact face à une légion bien organisée.

### Les Égyptiens
Les Égyptiens sont très rapides dans la création de nouvelles unités et de ce fait progresse très rapidement en début de partie. Leurs unités viennent en groupes de seize et dans un court espace de temps, mais bien que ces unités soient moins fortes, deux groupes de seize peuvent compenser en qualité une unité d'une autre civilisation. La gestion est donc plus difficile, parce que vous devez utiliser plusieurs groupes d'unités et, le stratagème basé sur la création d'illusions faites par l'officier égyptien. Cette civilisation n'est donc pas la plus appropriée pour les nouveaux arrivants de ce jeu.

### Les unités génériques
Les unités génériques pour les trois civilisations sont:

#### Les unités d'exploration
Ces unités sont formées par un Homme et un animal: le loup est capable d'entrer dans les bois alors que l'aigle est capable de survoler le terrain. Les animaux ne peuvent mourir, mais leurs maîtres peuvent être tués.
- Explorateur avec aigle
- Explorateur avec loup

#### Les constructions génériques
- Catapulte
- Baliste
- Bélier
- Tour de défense
- Tour de garnison
- Tour de siège
- Échelle de siège

## Caractéristiques du jeu

### Bande sonore
En raison des bonnes critiques que reçues la bande originale du jeu, Pyro Studios décida de vendre la bande originale en 2006, soit trois ans après son lancement. Le compositeur de l'œuvre est Mateo Pascual, qui avait déjà collaboré avec Pyro Studios. La bande sonore est composée de vingt chansons avec une durée totale de 42 min 58 s. La distribution de l'album a été faite par Saimel Ediciones.

### Graphisme
Graphiquement, le jeu ne possède pas toutes les dernières technologies, mais garde toutefois un certain charme malgré sa relative ancienneté (sortie en février 2003). Les décors sont jolis et les unités bien modélisées malgré une certaine simplicité. L'animation de l'ensemble est également de qualité et les quelques défauts graphiques sont rattrapés par la très bonne jouabilité du jeu.

### Gestion des ressources
La gestion des ressources est très limitée : on se contente de conquérir des villages avec une population limite, dans lequel on fait entrer un "chef" variable selon les civilisations, afin de recruter des unités. Le principe du jeu est d'optimiser la gestion d'une armée (limitée à cinq cents hommes). IL faut également tirer le meilleur parti de ses compétences car, contrairement à d'autres jeux du même genre, il n'est pas possible d'obtenir des unités "à la chaîne". Les hommes doivent donc être préservés en les plaçant stratégiquement face à l'ennemi, en fonction des forces et faiblesses respectives, mais aussi en fonction du terrain qui prend une importance capitale (zone surélevée pour le champ de vision, zone boisée ou herbeuse pour le camouflage, etc.). De même, selon la situation, différentes formations permettent aux unités une meilleure défense face à l'ennemi.

Un système de points d'honneur autorise la construction de meilleures unités, comme des cavaliers (un point) ou des unités dites "spéciales" (deux points d'honneur).

### Champs de bataille
Les batailles dans le mode campagne se déroulent généralement sur un terrain ouvert mais certaines cartes demandent de défendre, ou au contraire de prendre un fort à l'aide de catapultes, échelles et autres engins de siège. La campagne principale, basée sur celles de l'armée romaine, comporte vingt-quatre missions à difficulté réglable et progressive. Cependant, les Barbares et Égyptiens sont jouables en escarmouche ou en ligne sur seize cartes multijoueurs, ce qui donne une bonne durée de vie à ce jeu. Le faible nombre d'hommes permet de jouer d'une manière plus stratégique que d'autres jeux plus basés sur le nombre : l'aide aux alliés à deux contre deux (ou plus) est donc nécessaire.

## Descriptif de la campagne
Le mode campagne constitue le véritable fond du jeu. Il permet au joueur d'être guidé dans une histoire avec un scénario construit qui l'emmène sur différents terrains, des forêts enneigés de Germanie jusqu'aux plaines arides d'Égypte. La campagne s'articule autour de 24 missions dont 4 missions de tutoriel, ces missions évoluent en complexité et en difficulté ce qui assure une bonne longévité au jeu car certaines missions nécessitent plusieurs heures de jeu pour être menées à terme. Ainsi la véritable première mission du jeu est appelée "Chapitre V". Les 20 missions sont divisées en 4 sections, chacune précédées d'une courte cinématique donnant au joueur un aperçu de ce que lui réserve les prochaines missions.

## Développement
Le développement du jeu Praetorians a en réalité débuté en 1997 sous le nom Cimmeria. Le jeu a ensuite vu son nom changé de nombreuses fois avant que le nom définitif de Praetorians ne lui soit donné. Le nom Cimmeria est dérivé des Cimmériens, une tribu nomade qui habitait dans le nord du Caucase et de la Mer Noire. La 1re trace historique de cette tribu date de 714 av. J.-C.. Il s'agissait d'une tribu influente et puissante qui conquit de nombreuses régions dont le plus grand fait d'armes fut la prise de la ville de Lydie aux alentours de 640 av. J.-C.. Cependant l'occupation de Lydia ne dura pas très longtemps, parce qu'entre 637 av. J.-C. et 626 av. J.-C., les Cimmériens furent battus par Alyatte II de Lydie, ce qui marqua la fin de l'âge d'or des Cimmériens.
Le jeu a ensuite été prévu pour une sortie en 2000, mais finalement il fut totalement repensé, et il fut terminé par une autre équipe de développement chez Pyro Studios au début de 2003. Le nom Praetorians a donc été donné en l'honneur de la Garde Prétorienne, une cohorte d'élite formée pour protéger le légat.
Après que Javier Arévalo, producteur de chez Pyro Studios et Jason Walker de Eidos Interactive, ont remarqué une faille dans le jeu multijoueurs, un correctif non officiel a été publié en octobre 2004. Cela a contribué à propulser le jeu dans les chartes de GameSpy Arcade. La dernière version d'une extension non officielle appelée MoD 4.1 est disponible depuis 2004, elle ajoute 3 nouvelles factions et de nombreuses nouvelles cartes. De plus, elle contient le correctif non officiel pour corriger le jeu multijoueurs.
Une extension officielle appelée MoD 5.0 fut publiée en 2013 par Pyro Studios. Elle règle un certain nombre de défauts, a diminué les points de vie de quelques troupes, met à jour l'écran de démarrage du jeu, ajoute de nouveaux sons et de nouvelles musiques et 40 nouvelles cartes.
En 2008, un éditeur de cartes non officiel pour le jeu PC est disponible. Il est programmé en langage C++ et utilise l'API d'infographie OpenGL. Aujourd'hui, plus de 100 cartes sont disponibles pour les batailles. Toutefois, GameSpy n'est plus supporté par le jeu, mais Hamachi et GameRanger continue de marcher pour le jeu multijoueurs.

## Accueil
| Praetorians           |      |       |
| Média                 | Pays | Notes |
| Computer Gaming World | US   | 4/5   |
| GameSpot              | US   | 84 %  |
| Jeux vidéo Magazine   | FR   | 15/20 |
| Jeuxvideo.com         | FR   | 16/20 |
| Joystick              | FR   | 7/10  |
| PC Gamer UK           | GB   | 79 %  |
| PC Gamer US           | US   | 70 %  |